# Dicranomyia (Pseudoglochina) bryophila
Dicranomyia (Pseudoglochina) bryophila is een tweevleugelige uit de familie steltmuggen (Limoniidae). De soort komt voor in het Palearctisch gebied.